# 대한민국 중재법
중재법은 중재(仲裁, Arbitration)에 대한 대한민국의 법률이다. 1966년 3월 16일 법률 제1767호로 제정된 이래, 여러 번 개정되었다.

## 역사
한국에 중재 제도가 최초로 도입된 것은 1912년 조선민사령(조선총독부제령 제7호, 1912년 3월 18일 제정, 동년 4월 1일 시행) 제1조 제13호에 의하여 대륙법계인 일본 민사소송법 (제8편 중재수속)이 이용된 때부터이다. 8. 15 해방 이후에는 미군정법령 제21호에 의거 그 효력을 지속하여 왔으나 1960년 민사소송법 제정 시에 이를 폐지하였다가 그 후 국제무역확대에 따라 교역량이 증대됨으로써 분쟁 사건도 증가되어 수출진흥의 견지에 서 국제분쟁 (무역클레임) 처리의 필요성을 인식하고 1966년 3월 16일 중재법 (법률 제1767호) 을 제정 · 공포하기에 이르렀다. 그 후 본법의 시행에서 표출된 보완의 필요성이 있는 조문의 일부를 개정하여 아래와 같이 수 차례 로 개정 · 공포하였다.
| 법률 명                 | 공포일           | 시행일           | 비고 |
| ----------------------- | ---------------- | ---------------- | --- |
| 중재법 (법률 제2537호)  | 1973년 2월 17일  | 1973년 2월 17일  | 일부개정. 수출증대정책에 따라 무역분쟁으로 인한 상사중재건수가 증가일로에 있으며 앞으로도 더욱 증가될 것이 예상되므로 앞으로는 무역에 관한 주무부장관이 지정하는 사단법인(대한상사중재협회)으로 하여금 이에 관한 상사중재를 공정, 신속하게 해결할 수 있게 함으로써 무역의 신용성을 높이고 나아가 수출증대에 기여하도록 하며 아울러 법상의 미비점을 보완하려는 것임. |
| 중재법 (법률 제4541호)  | 1993년 3월 6일   | 1993년 3월 6일   | 상공자원부 신설에 따른 개정 |
| 중재법 (법률 제5454호)  | 1997년 12월 13일 | 1998년 1월 1일   | 상공자원부가 통상산업부로 개정됨에 따른 개정 |
| 중재법 (법률 제6083호)  | 1999년 12월 31일 | 1999년 12월 31일 | 전부 개정(기업의 국제화 추세에 따라 야기되는 국내외 상사분쟁을 중재제도를 이용하여 신속하게 해결할 필요성이 증대되고 있음에도 현행중재법은 다양한 유형의 국내외 상사분쟁을 효율적으로 해결하기에는 미흡하여, 국제적으로 확립된 기준과 선진입법예를 적극 수용하여 대한민국의 중재법이 국내외 상사분쟁을 공정·신속하게 해결하는 준거법이 될 수 있도록 함으로써, 국제상사분쟁의 해결에 우리 중재제도의 이용을 활성화시켜 국가경쟁력을 제고함과 아울러 중재제도의 발전과 그 이용의 확산을 도모하려는 것임.) |
| 중재법 (법률 제6465호)  | 2001년 4월 7일   | 2001년 4월 7일   | 섭외사법이 국제사법으로 명칭 변경 |
| 중재법 (법률 제6626호)  | 2002년 1월 26일  | 2002년 7월 1일   | 민사소송법이 민사소송법과 민사집행법으로 분리 |
| 중재법 (법률 제10207호) | 2010년 3월 31일  | 2010년 3월 31일  | 일부개정. 법치국가에서의 법 문장은 일반 국민이 쉽게 읽고 이해해서 잘 지킬 수 있도록 해야 함은 물론이고 국민의 올바른 언어생활을 위한 본보기가 되어야 하는데, 우리의 법 문장에는 용어 등이 어려워 이해하기 힘든 경우가 많고 문장 구조도 어문(語文) 규범에 맞지 않아 국민의 일상적인 언어생활과 거리가 있다는 지적이 많음. 이에 따라 법적 간결성·함축성과 조화를 이루는 범위에서, 법 문장의 표기를 한글화 하고, 어려운 용어를 쉬운 우리말로 풀어쓰며 복잡한 문장은 체계를 정리하여 간결하게 다듬음으로써 쉽게 읽고 잘 이해할 수 있으며 국민의 언어생활에도 맞는 법률이 되도록 하여, 지금까지 공무원이나 법률 전문가 중심의 법률 문화를 국민 중심의 법률 문화로 바꾸려는 것임. |
| 중재법 (법률 제11690호) | 2013년 3월 23일  | 2013년 3월 23일  | 관할 부서를 지식경제부에서 산업통상자원부로 변경 |

## 내용
중재란 당사자간의 합의로 사법상의 분쟁을 법원의 재판에 의하지 아니하고 중재인의 판정에 의하여 해결하는 절차를 말한다.(중재법 3조1호) 중재판정은 당사자간에 있어서 법원의 확정판결과 동일한 효력을 가지며,(35조) 강제집행을 할 수 있다.(38조)
중재인의 수는 3인으로 함이 원칙이고(11조2항) 국적에 관계없이 선정될 수 있으며,(12조1항) 중재인의 선정절차는 당사자간의 합의로 정한다.(12조2항)
중재법의 강행규정에 반하지 아니하는 한 당사자들은 중재절차에 관하여 합의할 수 있다.(20조)
중재합의는 독립된 합의 또는 계약중 중재조항의 형식으로 할 수 있으나,(8조1항) 서면으로 하여야 한다.(8조2항) 중재합의의 대상인 분쟁에 관하여 소가 제기된 경우에 피고가 중재합의존재의 항변을 하는 때에는 법원은 그 소를 각하하여야 한다.(9조1항) 피고는 중재합의존재의 항변을 본안에 관한 최초의 변론을 할 때까지 하여야 한다.(9조2항)
중재절차는 피신청인이 중재요청서를 수령한 날부터 개시되는 것이 원칙이며,(22조1항) 중재요청서에는 당사자, 분쟁의 대상 및 중재합의의 내용을 기재하여야 한다.(22조2항) 민사소송에서는 당사자를 원고, 피고라고 부르지만, 중재에서는 당사자를 신청인, 피신청인으로 부른다.
중재판정은 서면으로 작성하여야 하며, 중재인 전원이 서명하여야 한다.(32조1항) 중재판정에는 그 판정의 근거가 되는 이유를 기재하여야 하는 것이 원칙이다.(32조2항) 중재판정에는 작성일자와 중재지를 기재하여야 한다.(32조3항)

## 강제집행
대한민국 법원의 재판은 외국에서 강제집행을 할 수가 없지만, 중재법에 의해 설립된 대한상사중재원의 중재결정은 뉴욕국제중재협약(New York Arbitration Convention)에 가입한 142개국에서 강제집행이 가능하다. 1959년 6월 7일 발효된 뉴욕협약에는 G20 국가 등 전 세계 거의 모든 나라가 가입했으나, 북한은 미가입 상태다. 대한민국은 1973년 2월 8일 비준했다.

## 같이 보기
- 대한상사중재원
- 중재
- 조정
- 민사조정법